# Trigonophora
Trigonophora là một chi bướm đêm thuộc họ Noctuidae.

## Các loài
- Trigonophora clava Wileman, 1912
- Trigonophora crassicornis (Oberthür, 1918)
- Trigonophora flammea (Esper, 1785)
- Trigonophora haasi (Staudinger, 1891)
- Trigonophora jodea (Herrich-Schäffer, 1850)